# Intermarché-Wanty
L'equip Intermarché-Circus-Wanty (codi UCI: ICW), anteriorment conegut com a Willems Veranda's, Accent Jobs, Wanty-Groupe Gobert i Circus-Wanty Gobert, és un equip ciclista belga fundat el 2008 i que té la categoria WorldTeam des del 2021.
No s'ha de confondre amb el posterior Veranda's Willems.

## Principals victòries

### Curses d'un dia
- Amstel Gold Race: Enrico Gasparotto (2016)
- Gant-Wevelgem: Biniam Girmay (2022)

### Curses per etapes
- Circuit de La Sarthe: Guillaume Martin (2018)
- Volta a Luxemburg: Andrea Pasqualon (2018)
- Tour d'Oman: 2022 (Jan Hirt)

### Campionats nacionals
- Campionat d'Eritrea en contrarellotge: 2022 (Biniam Girmay)
- Campionat d'Estònia en contrarellotge: 2021, 2022, 2023, 2024 (Rein Taaramäe)

### Grans Voltes
- Tour de França
  - 6 participació (2017, 2018, 2019, 2021, 2022, 2023)
- Giro d'Itàlia
  - 3 participacions (2021, 2022, 2023)
  - 3 victòries d'etapa: 
    - 1 el 2021: Taco van der Hoorn
    - 2 el 2022: Biniam Girmay i Jan Hirt
- Volta a Espanya
  - 3 participacions (2021, 2022, 2023)
  - 3 victòries d'etapa: 
    - 1 el 2021: Rein Taaramäe
    - 1 el 2022: Louis Meintjes
    - 1 el 2023: Rui Costa

## Classificacions UCI

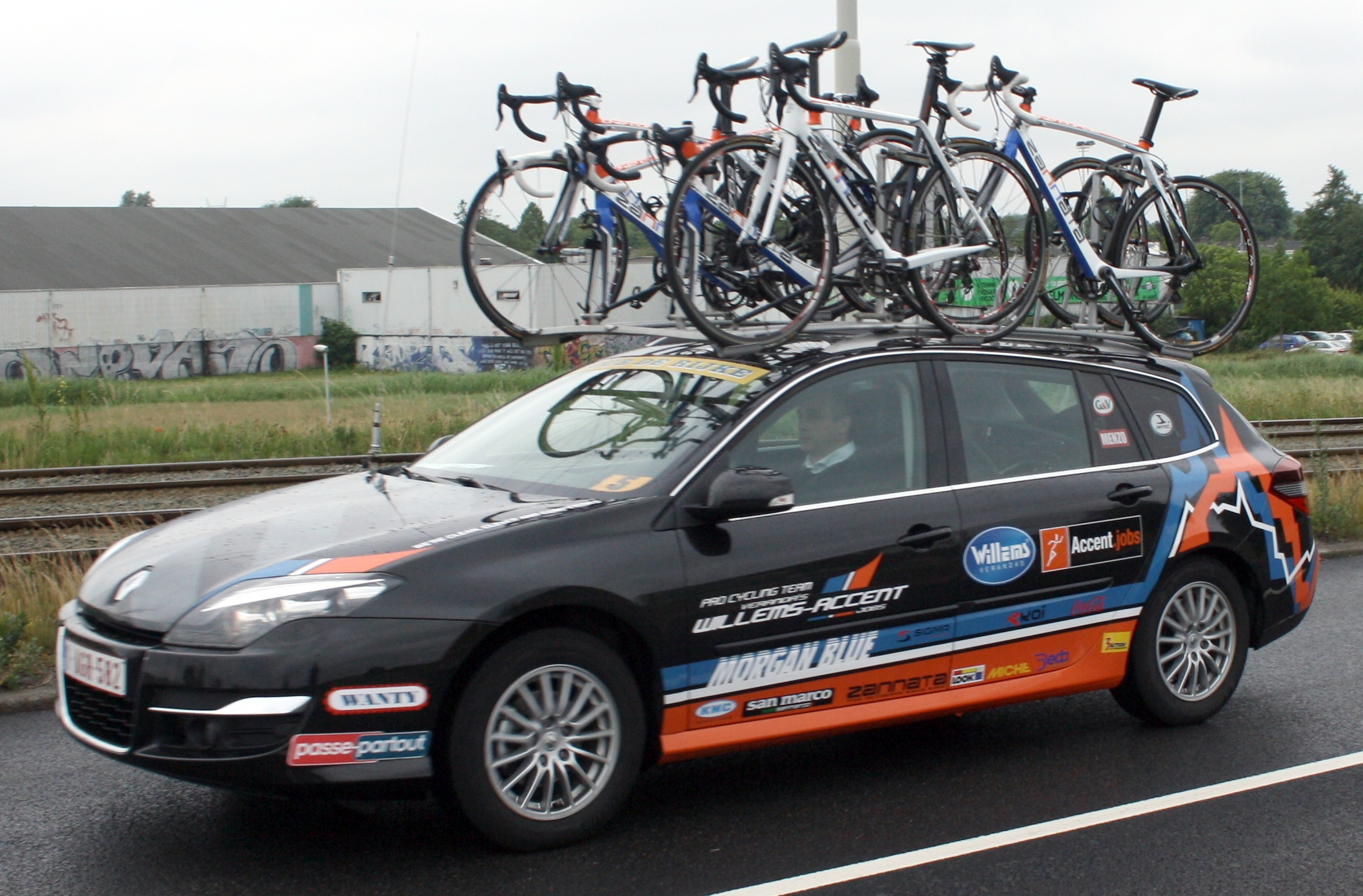
Cotxe de l'equip al 2011

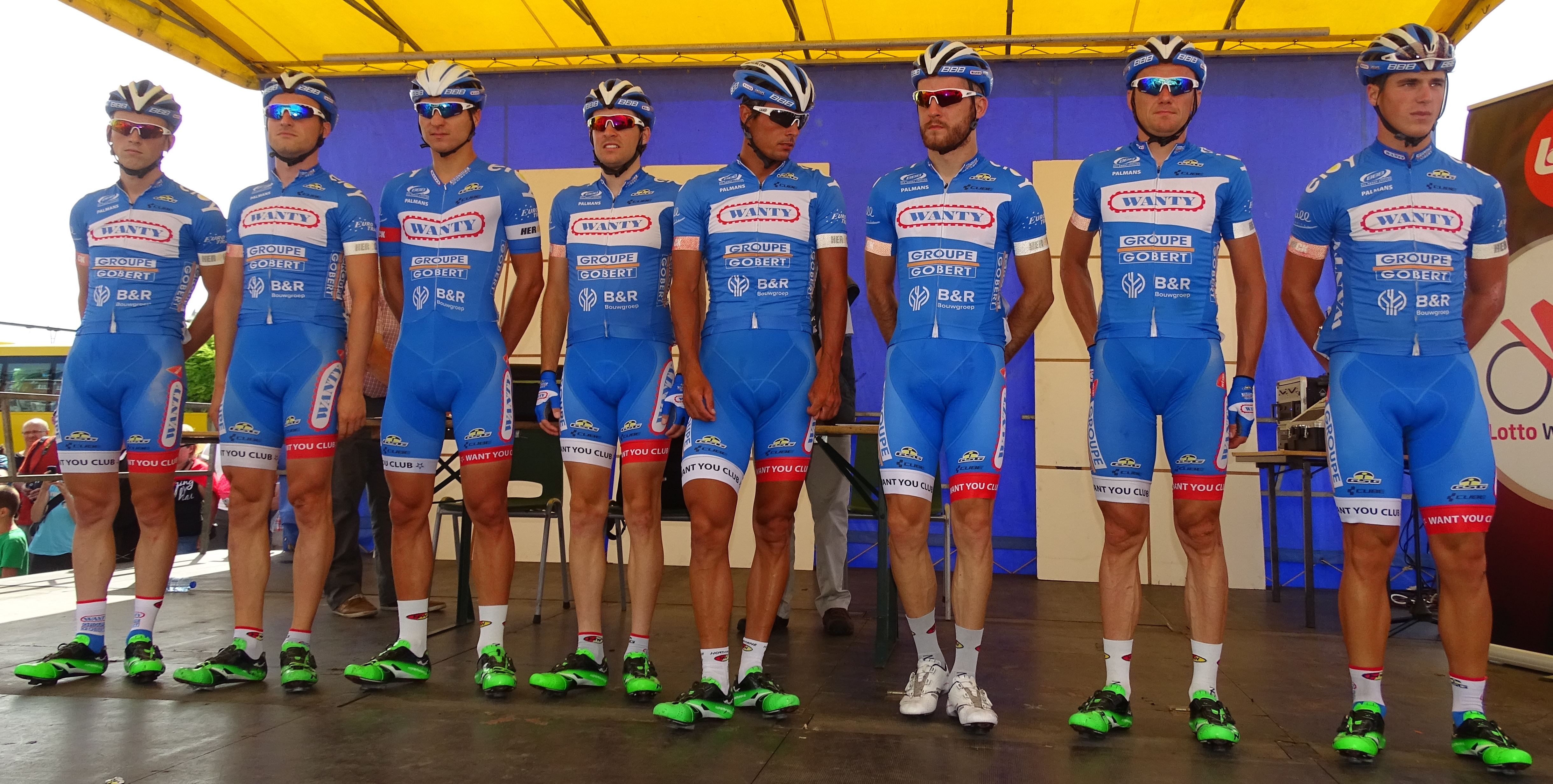
L'equip al 2015

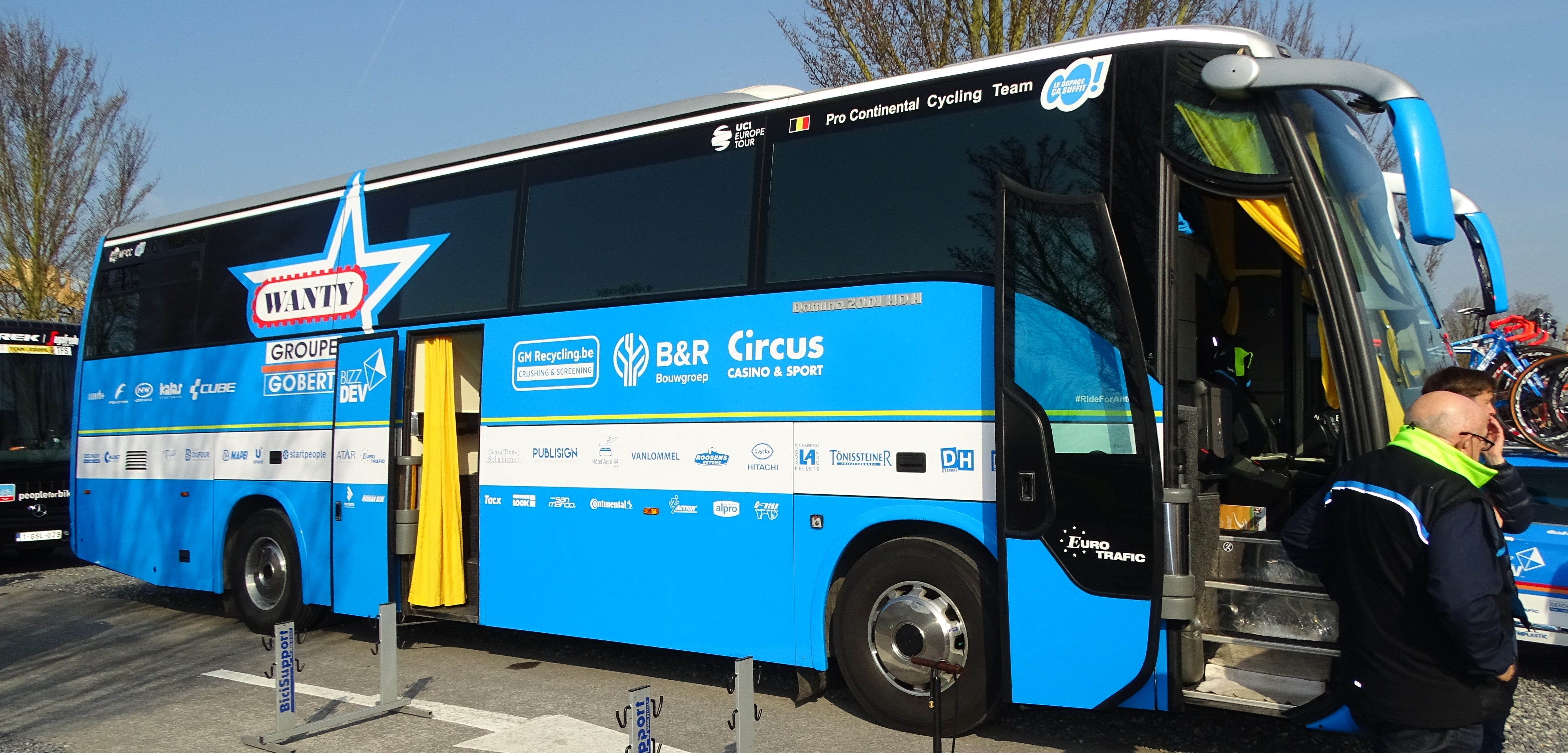
Vehicle de l'equip al 2017

L'equip participa en els circuits continentals i principalment en les proves de l'UCI Europa Tour. Les taules de sota presenten les classificacions de l'equip en els diferents circuits, així com el millor ciclista en la classificació individual.
UCI Àfrica Tour
| Temporada | Classificació per equips | Millor ciclista en la classificació individual |
| --------- | ------------------------ | ---------------------------------------------- |
| 2011      | 16è                      | Thomas Degand (112è)                           |
| 2014      | 6è                       | Roy Jans (44è)                                 |
| 2015      | 15è                      | Tim De Troyer (115è)                           |
| 2021      | -                        | Biniam Girmay (1r)                             |
| 2022      | -                        | Biniam Girmay (1r)                             |
| 2023      | -                        | Biniam Girmay (2n)                             |

UCI Amèrica Tour
| Temporada | Classificació per equips | Millor ciclista en la classificació individual |
| --------- | ------------------------ | ---------------------------------------------- |
| 2013      | 35è                      | Will Routley (215è)                            |

UCI Àsia Tour
| Temporada | Classificació per equips | Millor ciclista en la classificació individual |
| --------- | ------------------------ | ---------------------------------------------- |
| 2011      | 35è                      | David Kemp (73è)                               |
| 2016      | 73è                      | Roy Jans (339è)                                |
| 2017      | 79è                      | Andrea Pasqualon (285è)                        |
| 2018      | 23è                      | Boris Vallée (32è)                             |

UCI Europa Tour
| Temporada | Classificació per equips | Millor ciclista en la classificació individual |
| --------- | ------------------------ | ---------------------------------------------- |
| 2009      | 28è                      | Stefan van Dijk (25è)                          |
| 2010      | 9è                       | Stefan van Dijk (2n)                           |
| 2011      | 13è                      | Stefan van Dijk (6è)                           |
| 2012      | 20è                      | Steven Caethoven (39è)                         |
| 2013      | 26è                      | Jempy Drucker (39è)                            |
| 2014      | 2n                       | Jempy Drucker (12è)                            |
| 2015      | 7è                       | Roy Jans (14è)                                 |
| 2016      | 1r                       | Kenny Dehaes (12è)                             |
| 2017      | 1r                       | Kenny Dehaes (9è)                              |
| 2018      | 3r                       | Timothy Dupont (3r)                            |
| 2019      | 2n                       | Guillaume Martin (35è)                         |
| 2020      | 3r                       | Aimé De Gendt (64è)                            |
| 2021      |                          | Danny van Poppel (26è)                         |
| 2022      |                          | Alexander Kristoff (8è)                        |
| 2023      |                          | Rui Costa (8è)                                 |

UCI Oceania Tour
| Temporada | Classificació per equips | Millor ciclista en la classificació individual |
| --------- | ------------------------ | ---------------------------------------------- |
| 2017      | 12è                      | Dion Smith (25è)                               |
| 2018      | 19è                      | Dion Smith (115è)                              |
| 2023      | -                        | Dion Smith (35è)                               |

El 2016 la Classificació mundial UCI passa a tenir en compte totes les proves UCI. Durant tres temporades existeix paral·lelament amb la classificació UCI World Tour i els circuits continentals. A partir del 2019 substitueix definitivament la classificació UCI World Tour.
| Temporada | Classificació per equips | Millor ciclista en la classificació individual |
| --------- | ------------------------ | ---------------------------------------------- |
| 2016      | -                        | Enrico Gasparotto (52è)                        |
| 2017      | -                        | Kenny Dehaes (83è)                             |
| 2018      | -                        | Andrea Pasqualon (60è)                         |
| 2019      | 17è                      | Guillaume Martin (45è)                         |
| 2020      | 20è                      | Aimé De Gendt (78è)                            |
| 2021      | 14è                      | Danny van Poppel (30è)                         |
| 2022      | 5è                       | Alexander Kristoff (8è)                        |
| 2023      | 5è                       | Rui Costa (38è)                                |

## Composició de l'equip 2024
| Llista de l'equip 2024              | Llista de l'equip 2024 | Llista de l'equip 2024                  | Llista de l'equip 2024 |
| Ciclista                            | Data de naixement      | Equip previ                             |                        |
| ----------------------------------- | ---------------------- | --------------------------------------- | ---------------------- |
| Vito Braet                          | 2 de novembre de 2000  | Team Flanders-Baloise (2023)            |                        |
| Francesco Busatto                   | 1 de novembre de 2002  | Circus-Re Uz-Technord (2023)            |                        |
| Lilian Calmejane                    | 6 de desembre de 1992  | AG2R Citroën Team (2022)                |                        |
| Kevin Colleoni                      | 11 de novembre de 1999 | Team Jayco AlUla (2023)                 |                        |
| Dries De Pooter                     | 8 de novembre de 2002  | Hagens Berman Axeon (2022)              |                        |
| Alexy Faure Prost                   | 22 de abril de 2004    | Circus-Re Uz-Technord (2023)            |                        |
| Biniam Girmay                       | 2 de abril de 2000     | Delko (2021)                            |                        |
| Kobe Goossens                       | 29 de abril de 1996    | Lotto-Soudal (2021)                     |                        |
| Rune Herregodts                     | 27 de juliol de 1998   | Sport Vlaanderen-Baloise (2022)         |                        |
| Arne Marit                          | 21 de gener de 1999    | Sport Vlaanderen-Baloise (2022)         |                        |
| Louis Meintjes                      | 21 de febrer de 1992   | NTT Pro Cycling (2020)                  |                        |
| Madis Mihkels                       | 31 de maig de 2003     | Team Ampler-Tartu2024 (2022)            |                        |
| Hugo Page                           | 24 de juliol de 2001   | Équipe continentale Groupama-FDJ (2021) |                        |
| Tom Paquot                          | 22 de setembre de 1999 | Bingoal Pauwels Sauces WB (2022)        |                        |
| Simone Petilli                      | 4 de maig de 1993      | UAE Team Emirates (2019)                |                        |
| Adrien Petit                        | 26 de setembre de 1990 | TotalEnergies (2021)                    |                        |
| Baptiste Planckaert                 | 28 de setembre de 1988 | Bingoal-Wallonie Bruxelles (2020)       |                        |
| Laurenz Rex                         | 15 de desembre de 1999 | Bingoal Pauwels Sauces WB (2022)        |                        |
| Lorenzo Rota                        | 23 de maig de 1995     | Vini Zabù-Brado-KTM (2020)              |                        |
| Dion Smith                          | 3 de març de 1993      | BikeExchange-Jayco (2022)               |                        |
| Rein Taaramäe                       | 24 de abril de 1987    | Total Direct Énergie (2020)             |                        |
| Mike Teunissen                      | 25 de agost de 1992    | Jumbo-Visma (2022)                      |                        |
| Gerben Thijssen                     | 21 de juny de 1998     | Lotto-Soudal (2021)                     |                        |
| Taco van der Hoorn                  | 4 de desembre de 1993  | Jumbo-Visma (2020)                      |                        |
| Gijs Van Hoecke                     | 12 de novembre de 1991 | Human Powered Health (2023)             |                        |
| Boy van Poppel                      | 18 de gener de 1988    | Roompot-Charles (2019)                  |                        |
| Roel Daan van Sintmaartensdijk      | 8 de maig de 2001      | Circus-Re Uz-Technord (2023)            |                        |
| Georg Zimmermann                    | 11 de octubre de 1997  | CCC Team (2020)                         |                        |
| Gerben Kuypers (4 de abr–31 de des) | 1 de febrer de 2000    | Wanty-Re Uz-Technord (2024)             |                        |
|                                     |                        |                                         |                        |
| Font: ProCyclingStats               |                        |                                         |                        |